# 单叶青杞
单叶青杞（学名：Solanum septemlobum var. subintegrifolium）为茄科茄属下的一个变种。

## 扩展阅读
- 維基物種上的相關：单叶青杞